# Saint-Sulpice-le-Guérétois
Saint-Sulpice-le-Guérétois település Franciaországban, Creuse megyében. Lakosainak száma 1901 fő (2022. január 1.). Saint-Sulpice-le-Guérétois Anzême, La Brionne, Bussière-Dunoise, Guéret, Saint-Fiel, Saint-Léger-le-Guérétois és Saint-Vaury községekkel határos.

## Népesség
A település népessége az elmúlt években az alábbi módon változott:
| Lakosok száma | 1320 | 1973 | 1989 | 2024 | 1949 | 1947 | 1935 | 1926 | 1911 | 1901 |
|               | 1968 | 2013 | 2015 | 2016 | 2017 | 2018 | 2019 | 2020 | 2021 | 2022 |